# 극세포암

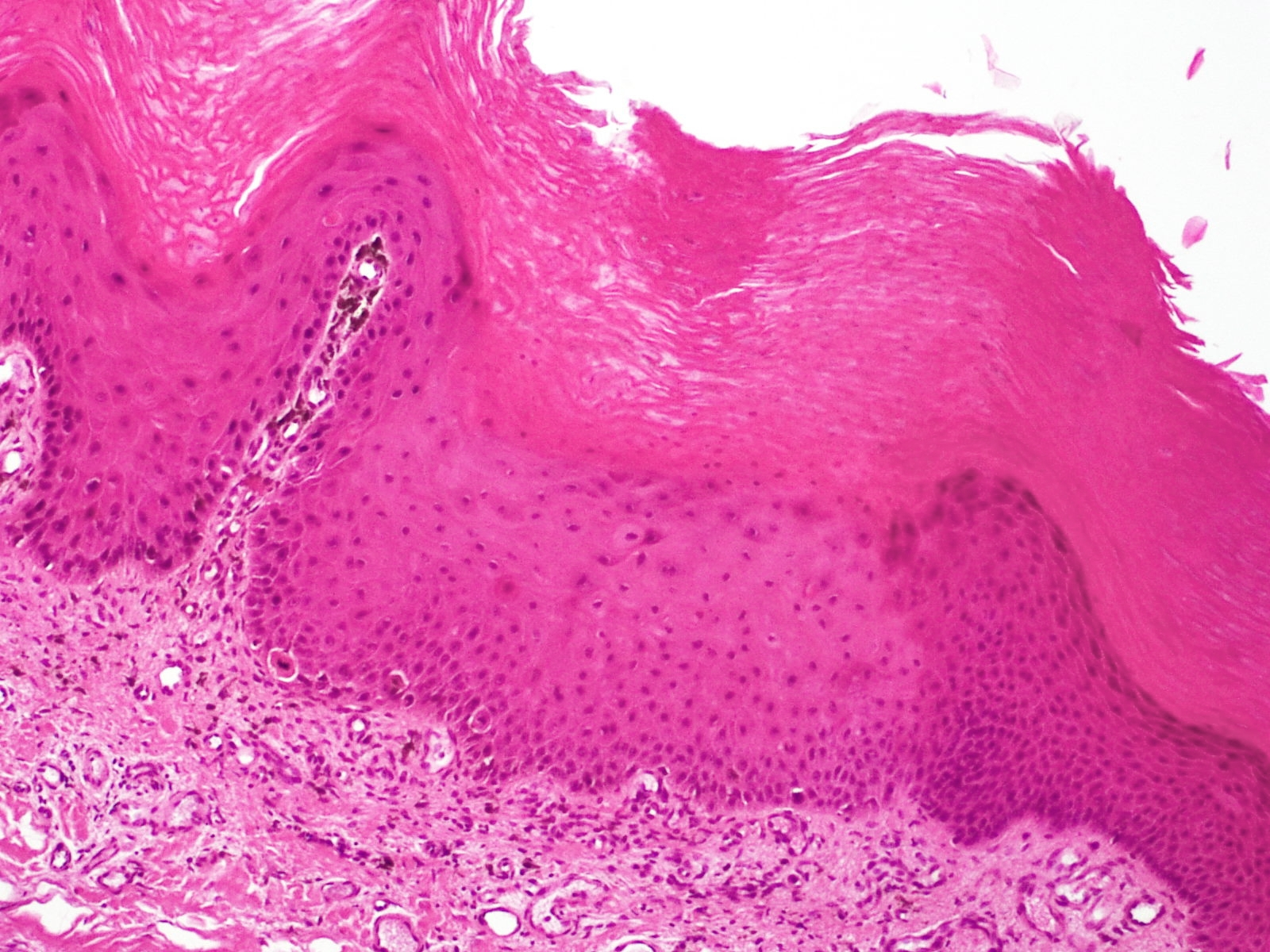

극세포암(Acanthoma) 또는 극세포종은 편평 세포 또는 표피 세포로 구성된 피부 신생물이다. 가시세포층(stratum spinosum)에 있다.
극세포암의 유형에는 일반적으로 윗입술의 양성 여포성 종양인 필라초 극세포종(pilar sheath acanthoma), 다리에서 가장 흔하게 발견되는 양성 종양인 투명세포 극세포종(clear cell acanthoma) 및 데고스 극세포암(Degos acanthoma)이 있다.

## 역사
2005년에 극세포암의 영단어 "Acanthoma"가 색인 용어로 MeSH에 추가되었다. 이전 색인은 "Skin Neoplasms"(1965–2004)였다. 당시 펍메드는 "가시세포종"(일반적으로 제목이나 초록에 있는 용어)이라는 용어가 포함된 206개의 기사만 색인화했다.